# Полянский, Дмитрий Степанович
Дми́трий Степа́нович Поля́нский (укр. Дмитро Степанович Поляньский; 25 октября (7 ноября) 1917, Славяносербск, Екатеринославская губерния, Российская республика — 8 октября 2001, Москва, Россия) — советский государственный и партийный деятель, дипломат.
Председатель Совета Министров РСФСР (1958—1962), первый заместитель председателя Совета Министров СССР (2 октября 1965—16 февраля 1973 года), министр сельского хозяйства СССР (1973—1976). Член Президиума — Политбюро ЦК КПСС (1960—1976), член Бюро ЦК КПСС по РСФСР (1958—1962). Посол СССР в Японии (1976—1982) и Норвегии (1982—1987).

## Биография
Родился 25 октября (7 ноября) 1917 года в городе Славяносербске Екатеринославской губернии (ныне посёлок городского типа в Луганской области Украины) в семье крестьянина Степана Лукича Полянского и его жены Прасковьи Тихоновны Полянской. В дальнейшем, Полянский писал: «В 1929 году отец вступил в колхоз «Объединённый труд», в котором работает и по настоящее время. До вступления в колхоз хозяйство отца бедняцкое, кроме лошади и трех гектаров земли ничего не было». Полянский всегда шутил по поводу своего дня рождения — 7 ноября 1917 года: «Я родился под самый залп „Авроры“».
В 1924—1931 годах учился в Славяносербской школе. В 1930 году вступил в комсомол. Трудовую деятельность начал в 1932 году рабочим совхоза «Ильич», возглавлял там комсомольскую организацию. С 1933 году стал пионервожатым Славяносербской неполной средней школы. В 1934 году являлся слушателем курсов «шеститысячников» по подготовке в вуз в Харькове, а в 1935 году поступил в Харьковский сельскохозяйственный институт. После его окончания в 1939 году был назначен заведующим отделом крестьянской молодёжи Харьковского обкома комсомола.
В 1940 году был призван в Красную Армию, исполнял обязанности заместителя командира полковой школы по политчасти во 2-й бронетанковой дивизии в Укмерге. В 1942 году окончил Высшую партийную школу при ЦК ВКП(б).
С 1942 года на партийной работе в Алтайском крае: начальник политотдела Хорошенской МТС (село Хорошее Карасукского района, ныне в Новосибирской области), первый секретарь Карасукского райкома партии.
Карьерный рост Дмитрия Полянского был обеспечен после знакомства с членом Политбюро ЦК ВКП(б) и председателем Совета Союза Верховного Совета СССР Андреем Андреевым, который рассказал о молодом секретаре Иосифу Сталину. С 1945 по 1949 год работал ответственным организатором Управления кадров ЦК ВКП(б), затем инспектором ЦК партии.
Летом 1949 года был назначен вторым секретарём Крымского обкома ВКП(б), с 1952 года — председатель Крымского облисполкома. В 1954—1955 годах — первый секретарь Крымского обкома КПСС. Назначение на должность было трактовано поддержкой Полянским инициативы Хрущева передачи региона из состава РСФСР в состав УССР.

Георг Мясников, второй секретарь Пензенского обкома КПСС о Д. С. Полянском: «Я вспомнил, как он пошёл в гору. Хрущёв, Титов и он встретились в Крыму. Возникла идея передачи Крыма Украине. Титов (бывший первый секретарь Крымского обкома) идею с ходу отверг, а Полянский сказал, что это гениально. На другой день собрали Пленум, Титова прогнали, а Полянский стал первым секретарём обкома» (дневниковая запись от 04.02.1973).

В 1955—1957 годах — первый секретарь Чкаловского (Оренбургского) обкома КПСС. В 1957—1958 годах — первый секретарь Краснодарского крайкома КПСС. Оба эти региона за время, когда ими руководил Дмитрий Полянский (чуть больше года каждым), сделали резкий рывок в развитии сельского хозяйства. В 1956 году Чкаловская (Оренбургская) область была награждена орденом Ленина за небывало высокий урожай зерна, полученный при освоении целинных земель. В 1957 году Краснодарский край был награждён орденом Ленина за крупные успехи, достигнутые в производстве сельскохозяйственных продуктов.
В 1957 году Д. С. Полянский активно поддержал Н. С. Хрущёва на Пленуме ЦК КПСС, разгромившем антипартийную группу Маленкова — Молотова — Кагановича. 21 июня 1957 года вместе с находившимися в Москве членами ЦК подписал заявление в Президиум ЦК КПСС с просьбой срочно созвать Пленум ЦК для обсуждения этого вопроса. На Пленуме резко обличал «антипартийную группу».
В 1958—1962 годах — председатель Совета Министров РСФСР. В октябре 1961 года на ХХII съезде КПСС ещё раз выступил с резкой критикой «антипартийной группы» и провозгласил здравицу в честь «верного ленинца, выдающегося политического деятеля современности Н.С. Хрущева». Входил в группу партийных чиновников, руководивших подавлением выступления рабочих Новочеркасска в 1962 году.
В 1964 году в конспиративных условиях руководил подготовкой доклада («доклад Полянского») к Пленуму ЦК КПСС, на котором предполагалось смещение Н. С. Хрущева. 14 октября 1964 года выступил на заседании Президиума ЦК КПСС с резкой критикой бывшего первого секретаря ЦК КПСС.
С 2 октября 1965 по 2 февраля 1973 года являлся первым заместителем председателя Совета Министров СССР. На этой должности сблизился с главой советского правительства Алексеем Косыгиным.
С укреплением личной власти Леонида Брежнева у Полянского начался конфликт с ним. 2 февраля 1973 года на заседании Президиума Верховного совета СССР Леонид Брежнев объявил о назначении Дмитрия Полянского на должность министра сельского хозяйства СССР. Поднявшись с места и дрожа, произнес: «Со мной об этом никто не говорил». «Вот сейчас и поговорим», — отпарировал Л. И. Брежнев. «Леонид Ильич, не надо этого не делать. Для меня это слишком неожиданно. Я даже не готов дать ответ на такое предложение. Кроме того, мое состояние здоровья не позволит мне полностью овладеть этим огромным участком, и я не хочу вас подводить». Л. И. Брежнев задал вопрос: «А что, работая первым замом Предсовмина, не требуется здоровье? Я думаю, что заявление товарища Полянского несостоятельно, мы в какой-то мере больные, но работаем же». Предложение Л. И. Брежнева поддержали А. Н. Косыгин и Ф. Д. Кулаков. Вечером того же дня добился приема у Л. И. Брежнева, но тот решения не изменил.
В период работы на посту министра сельского хозяйства СССР Дмитрий Полянский стал известен как противник развития садовых товариществ, считая их «отходом от социалистических принципов и шагом к реставрации частной собственности», проводил активную борьбу с сельскохозяйственными долгостроями. В начале июля 1973 года Дмитрий Полянский совместно с министром финансов СССР Василием Гарбузовым и руководителями других заинтересованных ведомств внёс в ЦК предложение по реализации экономической реформы в совхозах, в котором говорилось о невозможности перевода на хозрасчет 8 тысяч убыточных совхозов без соответствующей экономической помощи. Предлагалось распространить на эту группу совхозов ту поддержку за счет бюджета, которую имели колхозы в части работ по мелиорации, улучшению земель, а также при осуществлении производственного капитального строительства. Однако инициатива была отклонена. За время работы в министерстве Дмитрий Полянский ни разу не попал на приём к Леониду Брежневу, а само ведомство подвергалось критике в печати, а также на XXV съезде КПСС. Тогда же, в марте 1976 года, Полянский не был избран в состав Политбюро ЦК КПСС.
В апреле 1976 года был направлен на дипломатическую работу и 17 апреля назначен чрезвычайным и полномочным послом СССР в Японии. Согласно воспоминаниям современников, Полянского пригласил секретарь ЦК по кадрам Иван Капитонов и положил на стол список: «Поедешь послом. Выбирай любую страну». Дмитрий Полянский выбрал Японию. Под руководством Полянского были работы по реставрации памятника на могиле русских моряков. Из интервью дипломата Аркадия Виноградова: «Однажды меня вызвал посол Дмитрий Полянский и сказал, что к нему обратились представители клуба престарелых префектуры Симанэ и попросили оказать помощь в благоустройстве могилы русских моряков. Там, на острове Оки, была братская могила 49 человек, погибших во время Цусимского сражения. Строительство памятника с учетом всяких согласований шло около двух лет. По просьбе посольства руководство Военно-морского флота СССР выделило нам деньги и даже прислало из Владивостока мраморные плиты. Я нашел на острове каменотеса, и он за полтора года сделал памятник: мраморная ограда, ступеньки и большой мраморный православный крест. Официально памятник был открыт в 1976 году и затем был включен в туристический маршрут». Интересно, что во время пребывания в Японии Дмитрий Степанович поддержал Валентина Пикуля, настояв, чтобы роман «У последней черты» был напечатан в «Нашем современнике». Помог он с выпуском первой пластинки и Владимиру Высоцкому, который был приятелем его зятя, актёра Ивана Дыховичного.

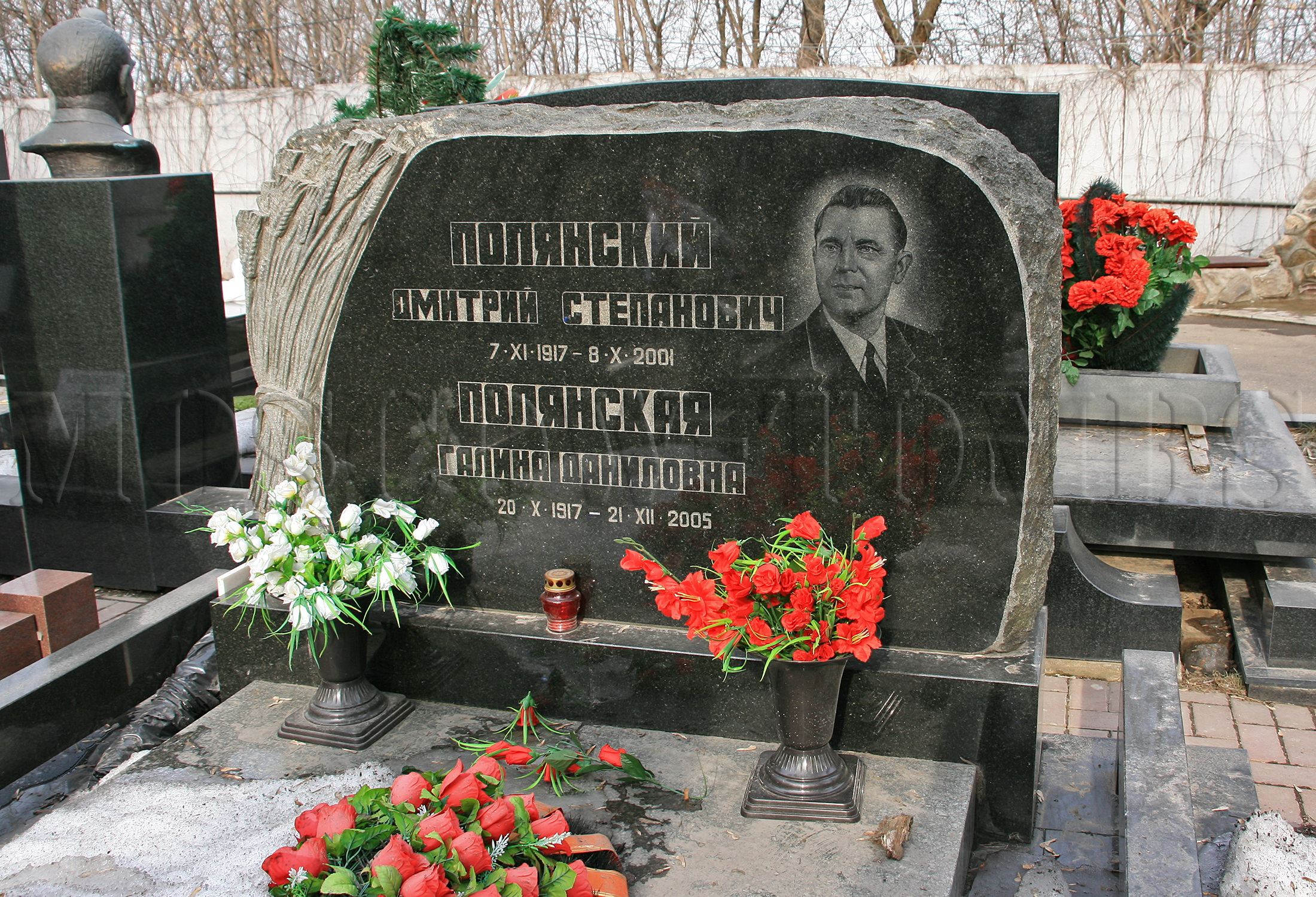
Могила Дмитрия Полянского на Кунцевском кладбище

В феврале 1982 года Дмитрий Полянский был назначен на пост чрезвычайного и полномочного посла СССР в Норвегии. 20 апреля вручил верительные грамоты королю Норвегии Олаву V. В начале 1986 года советский посол вышел с предложением построить железную дорогу между Мурманском и норвежским Киркенесом, о чём сообщил в интервью газете «Бергенс-Тидинде». «Первая реакция Норвегии на предложение СССР поставлять по железной дороге руду из Мурманска в Киркенес, где запасы рудника для комбината Сюд-Варангер истощались, была прохладной. На предложение посла статс-секретарь министерства промышленности Чель Хансен ответил, что строительство подобной дороги нереально и не решит проблемы комбината. <…> В предложении был и наш советский интерес — модернизировать рудники на Кольском полуострове с помощью фирм Норвегии».
В 1987 году Дмитрий Полянский направил в Москву телеграмму, в которой сообщил об ухудшении здоровья и о том, что оставляет дипломатическую работу и выходит на пенсию. С февраля 1987 года являлся персональным пенсионером союзного значения.
Умер в Москве 8 октября 2001 года. Похоронен на Кунцевском кладбище в Москве.

## Семья
Был женат на Галине Даниловне Полянской (урождённой Бовдуй) (20 ноября 1917 — 21 декабря 2005). В браке родились трое детей.
- дочь — Ольга Дмитриевна Полянская, жена советского и российского деятеля кино Ивана Дыховичного (1947—2009)[9][10]
  - внук — Дмитрий Иванович Дыховичный (род. 1970) — дизайнер, живёт в Германии, снимался в нескольких фильмах своего отца в 1984—1995 годах, а также в немецком фильме «Чужая кожа» (2005) и телесериалах[11].

## Память
- Мемориальная доска на здании Славяносербской гимназии (ул. Горького, 98) — бывшей школе, где в 1924—1931 годах учился Дмитрий Полянский[12].
- 9 декабря 2016 года в Славяносербске был открыт памятник-бюст Дмитрию Полянскому[13].
- 31 июня 2018 года на Дятьковском музее была открыта мемориальная доска. В начале 1970-х годов Полянский побывал на Дятьковском хрустальном заводе и выразил пожелание об организации музея предприятия.[14]

## Награды
- Орден Ленина (четырежды).
- Орден Дружбы народов.
- Медаль «За трудовую доблесть».
- Почётная грамота Правительства Российской Федерации (5 ноября 1997) — за заслуги перед государством, многолетний добросовестный труд и в связи с 80-летием со дня рождения[15].

## Печатные труды
- Полянский Д. С. О развитии садоводства и виноградарства на Кубани. — Краснодар: Кн. изд-во, 1957. — 26 с.
- Полянский Д. С. Превратим Кубань в фабрику мяса и молока. — М.: Госполитиздат, 1957. — 40 с.
- Полянский Д. С. Жемчужина России. — М.: Госполитиздат, 1958. — 183 с. (О Краснодарском крае).